# ميراينداد دي كويستا-أورايا
بلدية ميراينداد دي كويستا-أورايا (بالإسبانية: Merindad de Cuesta-Urria)‏, هي إحدى بلديات مقاطعة برغش, التي تقع في منطقة قشتالة وليون, والتي تقع في شمال غرب إسبانيا.
يبلغ عدد سكانها 505 نسمة وفقاً لإحصائية سنة (2002).